# Saki (gmina Kleszczele)

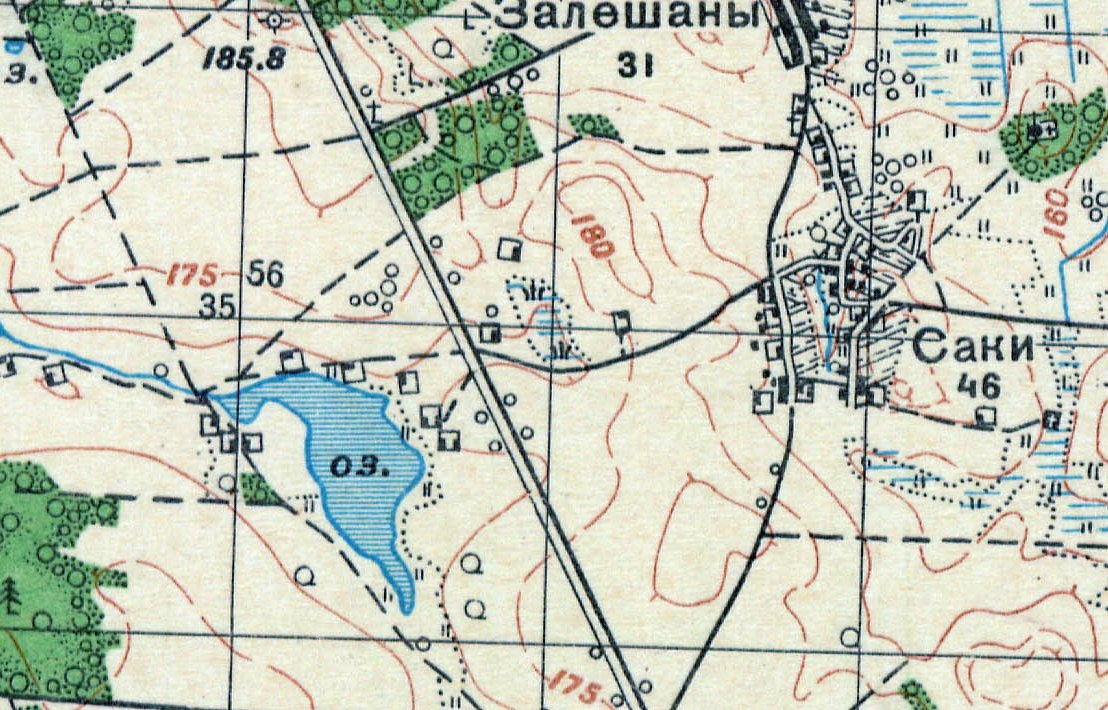
Mapa okolic Sak z 1942 r.

Saki – wieś w Polsce, położona w województwie podlaskim, w powiecie hajnowskim, w gminie Kleszczele. Leży przy drodze krajowej nr 66. 
W latach 1975–1998 wieś należała administracyjnie do województwa białostockiego.
W latach 1954–1959 wieś była siedzibą gromady Saki. W jej skład wchodziły wsie: Saki, Toporki, Zaleszany, Suchowolce, Grabowiec i Jelonka.
Siedziba parafii prawosławnej św. Dymitra oraz męskiego monasteru. Wieś zamieszkuje ludność (w mniej więcej równych częściach) wyznania prawosławnego i katolickiego (parafia św. Zygmunta w Kleszczelach).

## Integralne części wsi
| SIMC    | Nazwa              | Rodzaj    |
| ------- | ------------------ | --------- |
| 0031800 | Dębniki            | część wsi |
| 0031816 | Koło Konotopu      | część wsi |
| 0031822 | Na Byczkowej Górce | część wsi |
| 0031839 | Na Zagruszce       | część wsi |
| 0031845 | Nowiny             | część wsi |
| 0031851 | Rudawka            | część wsi |
| 0031868 | Suchowolszczyzna   | część wsi |
| 0031874 | Za Bagnem          | część wsi |
| 0031880 | Za Maściowszczyzną | część wsi |

## Historia

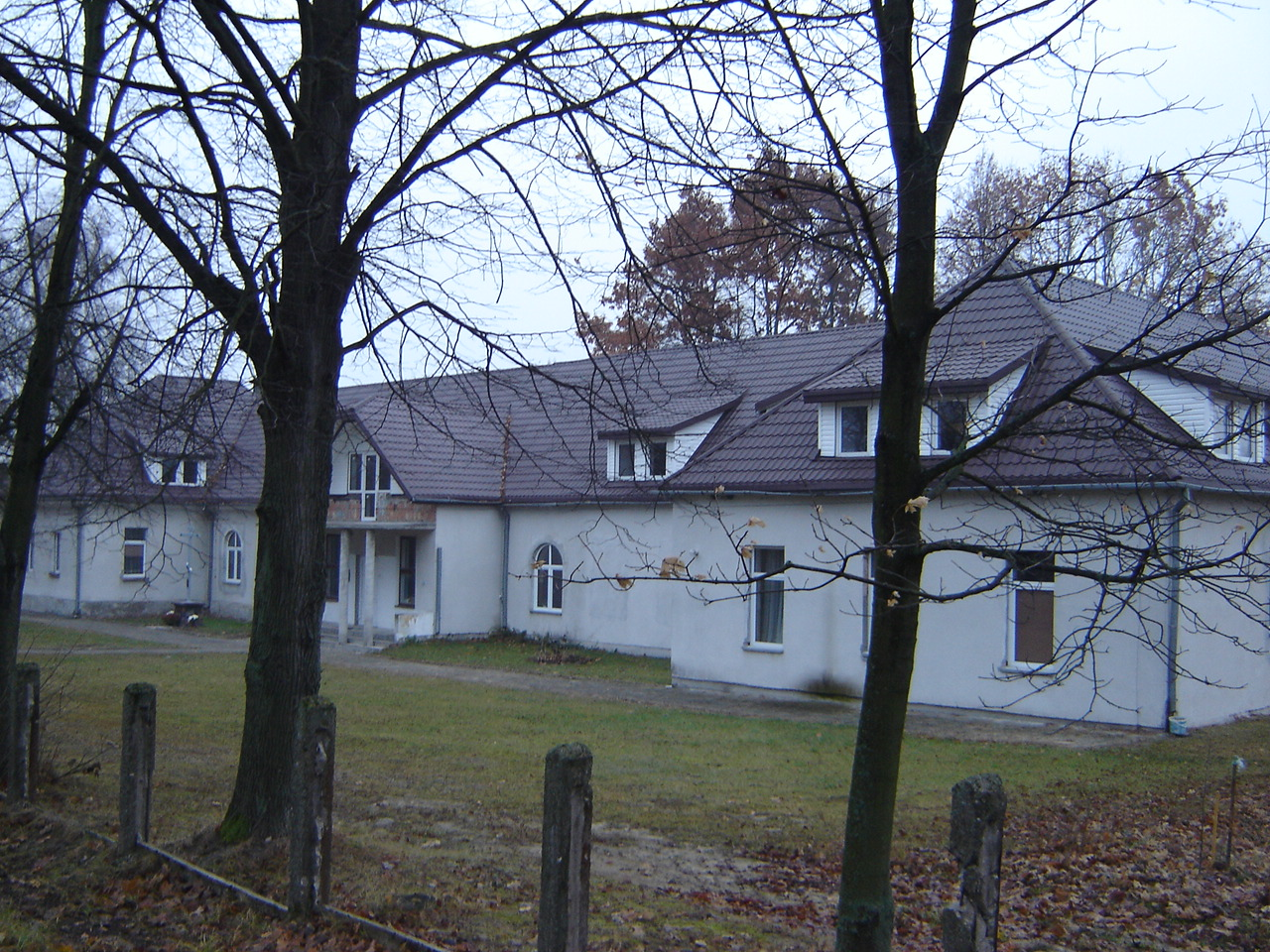
Monaster św. Dymitra Sołuńskiego

- Historia wsi Saki sięga XV wieku. Osadzona została jako wieś bojarów putnych zamku bielskiego. Z biegiem czasu podzieliła się na dwie części. Jedna część wsi należała do drobnej szlachty, potomków dawnych bojarów. Druga część wraz z dworem była wsią chłopską.

- 1567 Pierwsza wzmianka o wsi w Popisie Wojska Litewskiego. Eliasz Semenowicz Sakowski na potrzeby wojska wystawił 1 konia.
- 1572 Sakowscy – de Saki, Tymofiej, Jewdokim, Saczko, Dymitr, Hryń, Fiedor
- 1579 Elżbieta Sakowska zapłaciła pobór z włóki osiadłej i 2 soch ratajskich
- 1595 Sakowscy fundują kaplicę pod wezwaniem świętego Dymitra.
- 1727 Pierwsza potwierdzona źródłowo informacja o cerkwi w Sakach.
- 1784 Właścicielem dworu Saki jest szlachetny Józef Lewicki, syn Adama Lewickiego chorążego pińskiego.
- 1793 Właścicielem dworu Saki jest Florian Cieszkowski, starosta kleszczelowski i adiutant hetmana Branickiego.
- 1795 W wyniku trzeciego rozbioru Rzeczypospolitej wchodzi w skład Prus.
- 1806 W szlacheckiej części wsi mieszka 19 gospodarzy (potomkowie dawnych bojarów) wraz z rodzinami
- 1807 W zaborze rosyjskim.
- 1835 Właścicielem dworu Saki jest Tomasz Kryński
- 1846 W majątku Saki Tomasza Kryńskiego było 51 mężczyzn i 43 kobiety.
- 1864 Karolina Kryńska podpisała akt uwłaszczeniowy 16 gospodarzy (dotychczasowych chłopów pańszczyźnianych)
- 1887 Powstaje szkoła przycerkiewna. W 1899 uczęszczało do niej 14 dzieci z Sak.
- 1913 Przymusowa licytacja majątku Saki.
- 1928 26 mieszkańców Sak wystosowało wniosek o komasację, czyli scalenie gruntów wsi.
- 1936 Scalenie gruntów. Ich powierzchnia w momencie scalenia wynosiła 862,712 ha.
- 1939–1945 W czasie II wojny światowej kilka rodzin wywieziono do Związku Radzieckiego oraz na roboty do Niemiec.
- 1956 Wybudowanie nowego budynku Szkoły Podstawowej. W latach 1988–1990 szkoła przeszła gruntowny remont.
- 1960 Powstało Kółko Rolnicze.
- 1968 Powstała Ochotnicza Straż Pożarna.
- 1981 Wybudowanie Świetlicy Wiejskiej.
- 2001 Metropolita Sawa eryguje Męski Dom Zakonny św. Dymitra Sołuńskiego, który ma swoją siedzibę w budynku po szkole.
- 2010 Męski Dom Zakonny zostaje podniesiony do rangi monasteru.

## Zabytki
- Zespół cerkiewny, koniec XVIII w. - XIX w., nr rej.:A-97 z 7 grudnia 1994[8]. (parafialna cerkiew prawosławna św. Dymitra, drewniana dzwonnica i cmentarz prawosławny)

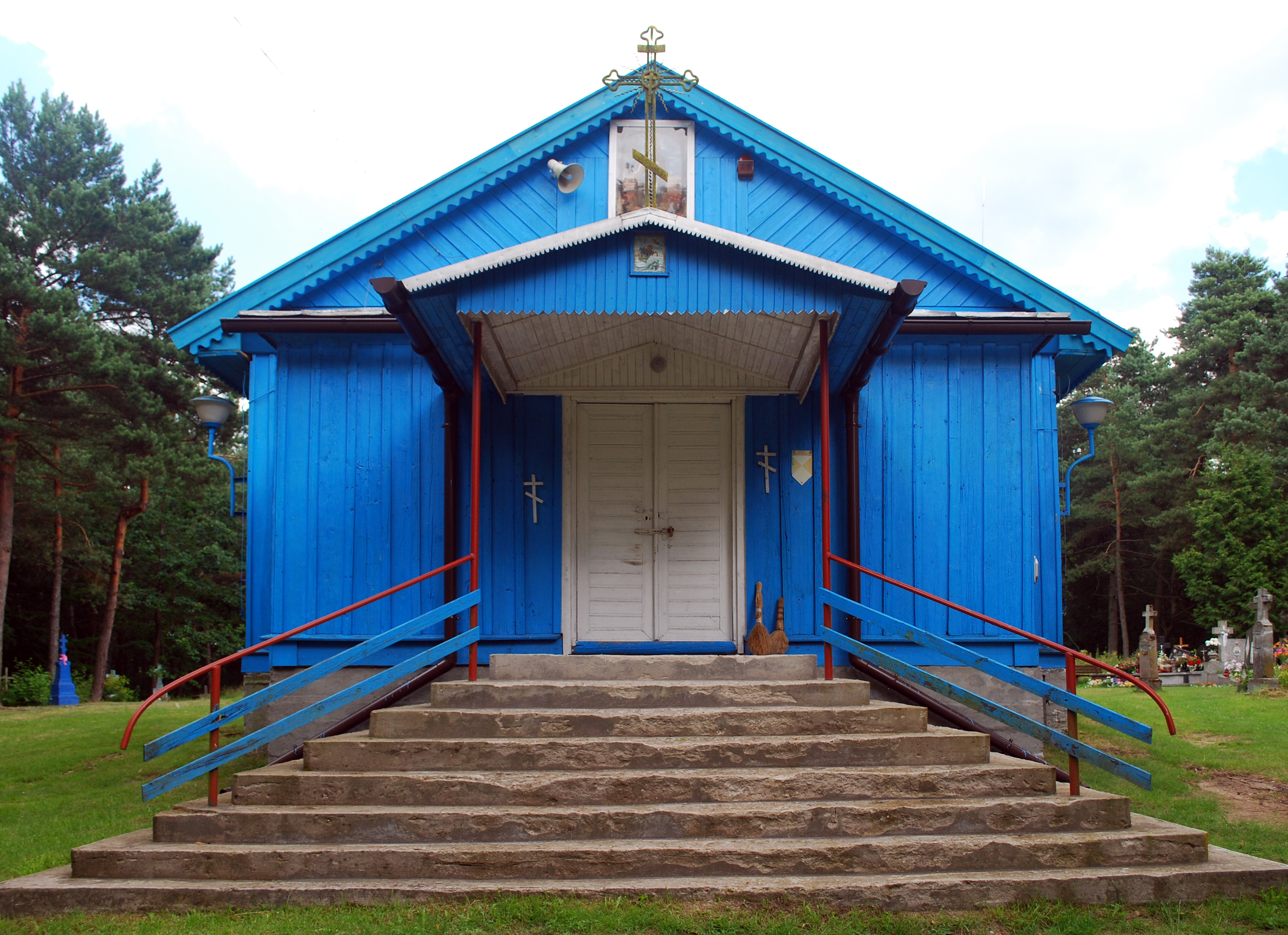
Cerkiew św. Dymitra
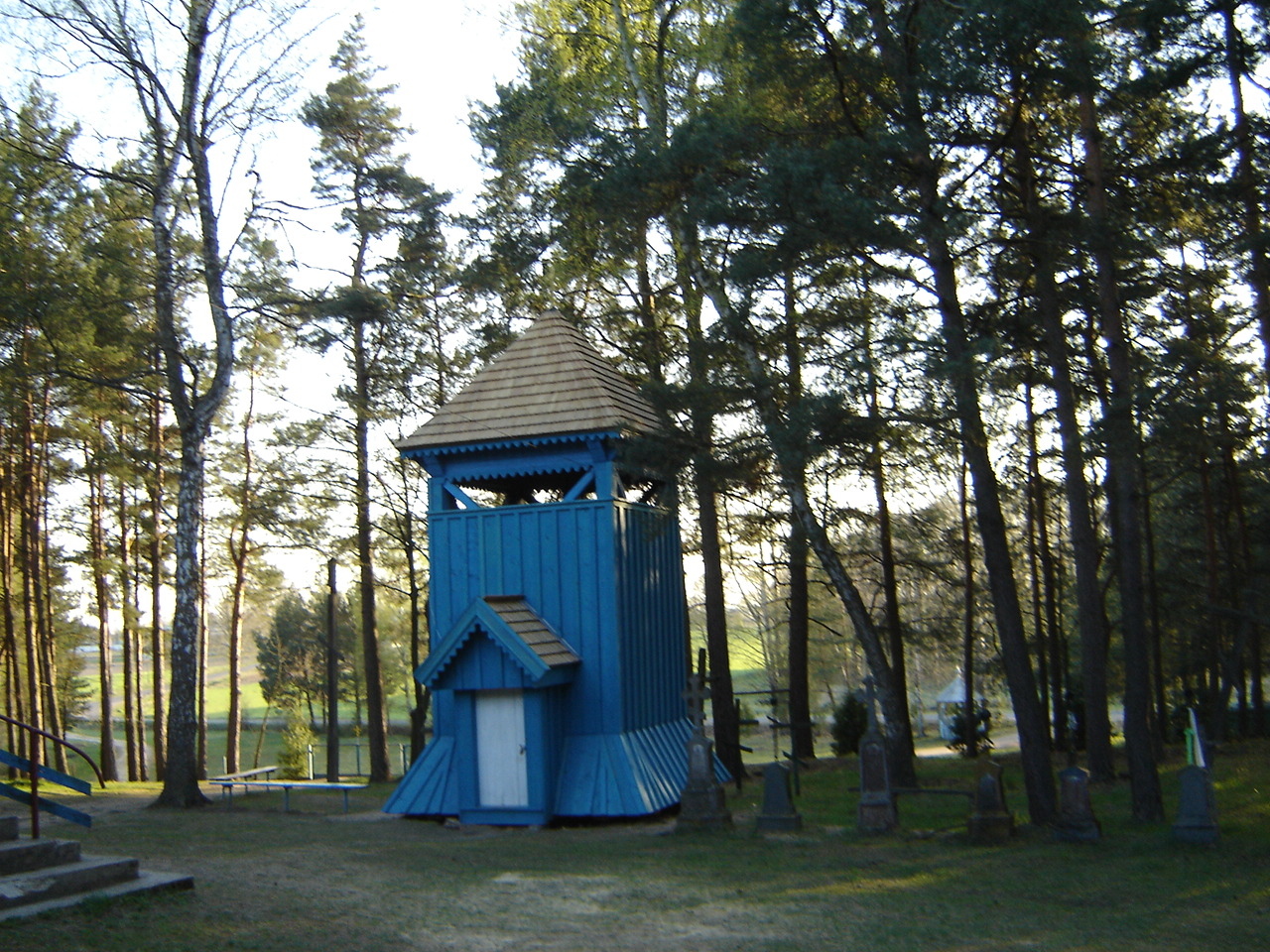
Dzwonnica przy cerkwi